# Hexarème

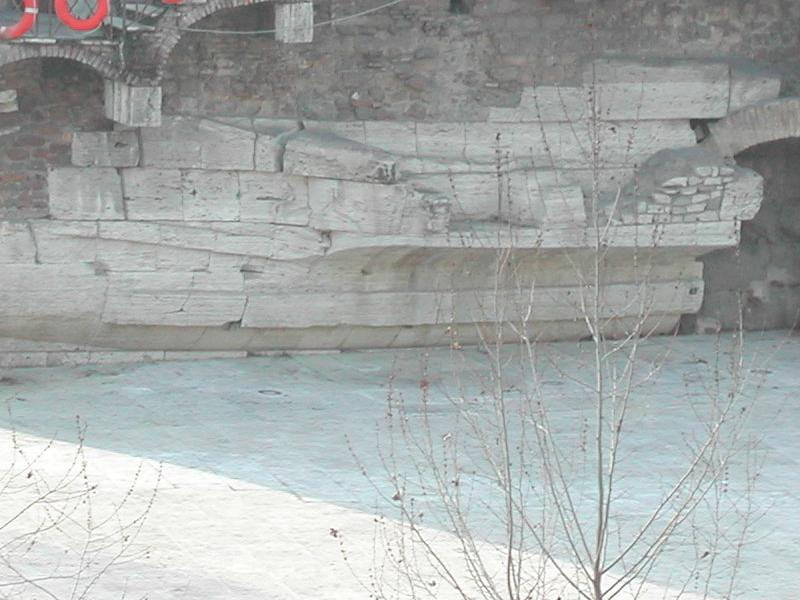
La proue de l'île Tibérine à Rome, représentant un navire grec avec « cinq » ou « six » rames.

L'hexarème (en latin : hexaremis, en grec ancien : ἑξήρης, hexèrēs) est un type de navire lourd dont on ne sait pas avec certitude s'il comporte six rangées de rames par côté ou s'il s'agit d'une trirème avec deux rameurs par rame.

## Historique
Selon l'écrivain romain Pline l'Ancien du Ier siècle dans son livre VII de son Histoire naturelle et l'historien grec Claude Élien de la fin du IIe et du début du IIIe siècle dans le livre VI de son Histoire variée, ce navire est inventé à Syracuse,. Ce type de navires est certainement présent dans la flotte de Denys II de Syracuse, mais probablement inventé dans les dernières années du règne de son père, Denys l'Ancien.
Les hexarèmes sont moins fréquentes que les embarcations plus petites, et apparaissent dans les sources principalement comme des vaisseaux amiraux comme lors de la bataille du cap Ecnome où les deux consuls romains possèdent chacun une hexarème, le pharaon Ptolémée XII en possède une comme vaisseau amiral personnel, de même que le romain Sextus Pompée,.
Lors de la bataille d'Actium, les hexarèmes sont présentes dans les flottes romaines et égyptiennes, mais avec une différence notable : alors que dans la flotte d'Octave, ils sont le type de navire le plus lourd, dans la flotte de Marc Antoine, ils sont le deuxième plus petit, après les quinquérèmes. Une seule hexarème, l'Ops, est enregistrée plus tard comme le navire le plus lourd servant dans la flotte prétorienne de Misenum.

## Description
La disposition exacte des rames de l'hexarème n'est pas claire : si elle évolue à partir de conceptions antérieures, il s'agit peut-être d'une trirème avec deux rameurs pour chaque rame, l'alternative la moins probable est qu'il y ait eu deux niveaux avec trois rameurs sur chaque rame.
Les rapports sur les hexarèmes utilisés pendant les guerres civiles romaines du Ier siècle av. J.-C. indiquent qu'elles d'une hauteur similaire à celle des quinquérèmes et mentionnent la présence de tours sur le pont servant de vaisseau amiral à Marcus Junius Brutus.

#### Fonds antique
- Claude Élien, Histoire variée. .
- Dion Cassius, Histoire romaine. .
- Pline l'Ancien, Histoire naturelle (lire sur Wikisource). .

#### Littérature moderne
: document utilisé comme source pour la rédaction de cet article.

##### Ouvrages
- (en) Lionel Casson, The Ancient Mariners, Princeton University Press, 1991, 2e éd. (ISBN 0-691-01477-9).
- (en) Lionel Casson, Ships and Seamanship in the Ancient World, Baltimore, Johns Hopkins University Press, 1995 (ISBN 978-0-8018-5130-8).
- (en) Adrian Goldsworthy, The Fall of Carthage : The Punic Wars 265–146 BC, Cassel, 2000 (ISBN 0-304-36642-0).
- (en) Fik Meijer, A History of Seafaring in the Classical World, Londres et Sydney, Croom and Helm, 1986 (ISBN 978-0-7099-3565-0). .
- (en) John Sinclair Morrison et R. T. Williams, Greek Oared Ships : 900–322 BC, Cambridge University Press, 1968.
- (en) John Sinclair Morrison, Greek and Roman Oared Warships, Oxford, Oxbow Books, 1996.

##### Article
- (en) Vernon Foley et Werner Soedel, « Ancient oared warships », Scientific American, vol. 244, no 4,‎ avril 1981, p. 116-129 (lire en ligne, consulté le 23 août 2023).

##### Chapitres
- (en) Lionel Casson, « The Age of the Supergalleys », dans Ships and Seafaring in Ancient Times, University of Texas Press, 1994 (ISBN 0-292-71162-X, lire en ligne).
- (en) John Coates, « The Naval Architecture and Oar Systems of Ancient Galleys », dans Robert Gardiner, Age of the Galley: Mediterranean Oared Vessels since Pre-Classical Times, Londres, Chrysalis, 2004 (ISBN 978-0-85177-955-3), p. 127-141. .
- (en) John Sinclair Morrison, « Hellenistic Oared Warships 399-31 BC », dans Robert Gardiner, Age of the Galley: Mediterranean Oared Vessels since pre-Classical Times, Conway Maritime Press, 2004 (ISBN 978-0-85177-955-3). .